# Jerzy Melcer
Jerzy Melcer   (Białystok, 10 de març de 1949) fou un jugador d'handbol polonès que va competir durant les dècades de 1960 i 1970.
El 1972 va prendre part en els Jocs Olímpics de Múnic, on fou desè en la competició d'handbol. Quatre anys més tard, als Jocs de Mont-real, guanyà la medalla de bronze en la mateixa competició.
A nivells de clubs jugà a l'AZS Białystok, Spójnia Gdansk i KS Kielce. Amb la selecció polonesa jugà 121 partits entre 1968 i 1976.